# جيك بورنس (لاعب اتحاد الرغبي)
جيك بورنس (بالإنجليزية: Jake Burns)‏ هو لاعب اتحاد الرغبي نيوزيلندي، ولد في 17 فبراير 1941 في كرايستشرش في نيوزيلندا.